# 夏馆镇
夏馆镇，是中华人民共和国河南省南阳市内乡县下辖的一个乡镇级行政单位。

## 行政区划
夏馆镇下辖以下地区：
师家湾村、吴岗村、栗园村、夏馆村、黄靳村、西河堂村、青杠树村、黄龙村、四台沟村、小栗坪村、大栗坪村、大庄沟村、小湍河村、芦家坪村、万沟村、葛条爬村、牧珠流村、大块地村和湍源村。